# Бузове (озеро)
Бузове озеро — озеро, розташоване на території Деснянського району Чернігівської міськради (Чернігівська область, Україна). Тип загальної мінералізації — прісне. Походження — річкове (заплавне). Група гідрологічного режиму — стічний.

## Географія
Довжина — 0,4 км. Ширина: найменша — 0,025 км, найбільша — 0,03 м.
Озеро розташоване в заплаві (лівий берег) Десни: на півдні Деснянського району Чернігівської міськради між Десною та озером Магістратське. Озерна улоговина витягнутої з півночі на південь форми. У період повені з'єднується протоками з озерами.
Береги пологі. Береги заростають прибережною рослинністю (очерет звичайний), а водне плесо — водною (кушир занурений, глечики жовті, види роду рдесник). Береги зайняті насадженнями дерев листяних порід. Краї улоговини переходять у водно-болотні ділянки.
Живлення: дощове та ґрунтове, частково завдяки сполученню з Десною. Взимку замерзає.